# Sundsberg
Sundsberg är en by i Kyrkslätt i det finländska landskapet Nyland. Byn ligger vid Ring III och Esboviken nära Masaby. År 2015 fanns det 1 576 invånare i Sundsberg.

## Historia
Sundsberg ligger på en före detta ö i det vattendrag som benämns Sundet i Kyrkslätt, trots att allt som återstår är en bäck med sanka stränder. Fram till 1805 hette Sundsberg Gavelsbacka. År 1433 fanns det en nämndeman i Esbo som hette Lasse Gaffwell.

## Tjänster
I Sundsberg finns en grundskola och ett daghem som båda färdigställdes år 2009. Dessutom finns det tre privata daghem, en badstrand, en naturstig, en hundpark och en gym i byn. År 2019 öppnades en K-market i Sundsberg.